# France Mabiletsa
France Lassie Mabiletsa est un boxeur botswanais né le 25 novembre 1962.

## Carrière
France Mabiletsa est médaillé de bronze des poids mi-lourds aux Jeux africains du Caire en 1991, s'inclinant en demi-finale contre le Tanzanien Paulo Mwaselle.
Aux Jeux olympiques d'été de 1992 à Barcelone, il est éliminé au premier tour dans la catégorie des poids mi-lourds par l'Américain Montell Griffin. Il est ensuite médaillé de bronze aux Jeux du Commonwealth de Victoria en 1994 dans la catégorie des poids mi-lourds.